# Axel Redmer
Axel Redmer (* 9. November 1951 in Steinbach (Fernwald)) ist ein deutscher Jurist, Politiker (SPD) und Autor. Seit 2014 ist er Träger des Bundesverdienstkreuzes am Bande.

## Leben
Redmer lebt seit 1953 in Weierbach (Idar-Oberstein). 1971 beendete er seine Schulzeit mit dem Abitur am Göttenbach-Gymnasium Idar-Oberstein. Nach zweijährigem Bundeswehrdienst studierte er Rechtswissenschaften und Geschichte an der Johannes-Gutenberg-Universität Mainz. Anschließend war er Rechtsreferendar am Landgericht Mainz und von 1984 bis 2003 selbständiger Rechtsanwalt in Idar-Oberstein. Redmer ist seit 1977 mit Sonja Theobald verheiratet. Das Ehepaar hat zwei Kinder.

## Politik
Im Bundestagswahlkampf 1969 schloss sich Redmer der SPD an. 1971 kam er mit Rudolf Scharping in den Landesvorstand der Jungsozialisten Rheinland-Pfalz. 1978 bis 1990 gehörte er dem SPD-Bezirksvorstand Rheinland/Hessen-Nassau an; 1988/89 der Kommission für das Berliner Grundsatzprogramm der SPD und 1990 bis 2010 dem Bundesparteirat der SPD. Ab 1982 war er Vorsitzender des SPD-Stadtverbandes Idar-Oberstein und ab 1990 Vorsitzender des SPD-Kreisverbandes Birkenfeld. Beide Funktionen gab er 2003 ab.
1991 wurde Redmer für den Wahlkreis Birkenfeld direkt in den Landtag Rheinland-Pfalz gewählt. Er leitete die Arbeitsgruppe Rechtsextremismus und Gewalt, war rechtspolitischer und verbraucherpolitischer Sprecher der SPD und gehörte dem Vorstand seiner Fraktion an. Redmer war Mitglied im Umwelt-, Rechts- und Innenausschuss und vertrat die SPD-Fraktion in mehreren Untersuchungsausschüssen. Nachdem er 1996 und 2001 erneut direkt gewählter Landtagsabgeordneter geworden war, gewann er 2002 im ersten Wahlgang die Wahl zum Landrat des Landkreises Birkenfeld. 2010 unterlag er bei der Wiederwahl im zweiten Wahlgang dem CDU-Kandidaten Matthias Schneider.

## Öffentliche Ehrenämter
Von 1983 bis 1989 war Redmer Ortsvorsteher des Idar-Obersteiner Stadtteils Weierbach. Dem Stadtrat Idar-Oberstein gehörte er von 1989 bis 1994 und von 1999 bis 2003 an; dem Kreistag Birkenfeld von 1979 bis 2003. Den Kreisverband der Arbeiterwohlfahrt leitete er von 1983 bis 2005. 1981 war er Mitgründer der Kulturinitiative DIE SCHNECKE - Forum Kultur und Gesellschaft, deren Vorsitzender er seitdem ist. 1997 bis 2003 war er Vorsitzender des Beirats für den Härtefonds des Landes Rheinland-Pfalz zur Unterstützung von Opfern des Nationalsozialismus sowie 1998 bis 2002 Landesvorsitzender des Deutschen Bibliotheksverbandes Rheinland-Pfalz. Seit 2001 gehört er dem Kuratorium der Stefan-Morsch-Stiftung für Leukämiekranke an, wo er nun im Beirat sitzt. 2013 wurde Redmer zum Vorsitzenden des Vereins „Schalom - Begegnung mit dem Judentum e.V“. gewählt. Dem Vereinsgericht des AWO-Bundesverbands in Berlin gehört er seit 2019 als Richter an. Im März 2023 erhielt er für herausragende Geschichtsforschung der Nahe-Hunsrück-Region den alle zehn Jahre vergebenen Dr.-Kurt-Becker-Preis.

## Schriften
- Es stand in der Zeitung. Artikel zur Regionalgeschichte aus der Nahe-Zeitung von 1983-2023, Idar-Oberstein 2023
- Der Autor, Herausgeber und Verleger H. Peter Brandt. Eine kommentierte Bibliografie, Birkenfeld 2021
- Die Entwicklung des Gesundheitswesens und die großen Seuchen in der Nahe-Hunsrück-Region. Vom Mittelalter bis zur Gegenwart, in: Mitteilungen des Vereins für Heimatkunde im Landkreis Birkenfeld 2020, S. 5–97
- Im Schatten der Revolte. Die 68er-Zeit und ihre Vorgeschichte in der Provinz, [Vorwort Wolfgang Schorlau], Birkenfeld 2018
- Idar-Oberstein. Illustrierte Stadtgeschichte 1945 bis 2000, [Co-Autor Manfred Rauscher], Sutton-Verlag, Erfurt 2015
- Idar-Oberstein 1900 bis 1945. Eine illustrierte Stadtgeschichte, [Co-Autor Manfred Rauscher], Sutton-Verlag, Erfurt 2013
- Der Konflikt in der Obersteiner Metallbranche 1906/07 als Beispiel eines frühen Arbeitskampfs außerhalb großstädtischer Industriereviere, in: Jahrbuch für westdeutsche Landesgeschichte, Koblenz 2012
- In uns brennt jede Wunde. Aufsätze zur Regionalgeschichte der oberen Nahe. Band 2, [Vorwort Edgar Reitz], Birkenfeld 2011
- Noch sind nicht alle Märze vorbei. Aufsätze zur Regionalgeschichte der oberen Nahe. Band 1, [Vorwort Doris Ahnen], Birkenfeld 2011
- Staatenlos und vogelfrei. Widerstand, Verweigerung und Verfolgung von Menschen aus dem Bereich der oberen Nahe 1933 bis 1945. 1. Teil: Die Ausgebürgerten,   Birkenfeld 1993
- "Es sind nicht immer die Lauten stark...". Aufsätze zur Heimatkunde des Landkreises Birkenfeld, Idar-Oberstein 1993
- Wer draußen steht, sieht manches besser. Biographie des Reichstagsabgeordneten Emil Kirschmann, [Vorwort Willy Brandt], Birkenfeld 1987
- Die Geschichte der Idar-Obersteiner Sozialdemokratie, [Co-Autorin Heide Schübelin], Mainz o. J. [1978]